# Arquitectura de Afganistán

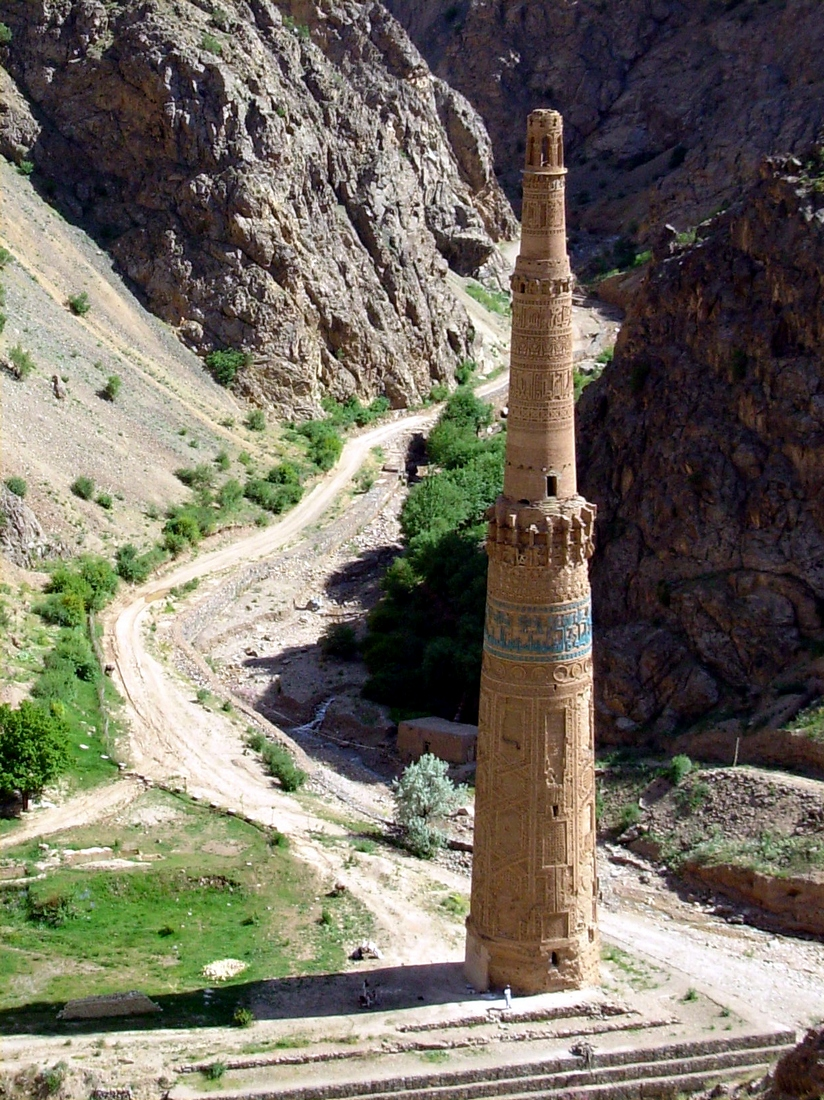
Minarete de Jam construido entre los años 1163 y 1212 es uno de los elementos arquitectónicos de Afganistán

La Arquitectura de Afganistán se refiere a la arquitectura dentro de las fronteras que definen al país moderno, y estas permanecen relativamente sin cambios desde 1834. Como conexión entre los tres principales centros culturales y geográficos de Asia Central, el Subcontinente Indio y la 
Meseta Iraní, los límites de la región antes de esta época cambiaron con el rápido avance de los ejércitos, y la tierra perteneció a una amplia gama de imperios durante los últimos dos milenios.
La diversidad de la historia afgana permite la diversidad que existe en la arquitectura y la arquitectura restos del país, con influencias que van con el tiempo a partir griega a persa a la India a China y Europa en los últimos siglos. También se refleja una variedad de influencias religiosas a lo largo del tiempo, con evidencia que exhibe principalmente una inspiración budista, zoroástrica e islámica temprana.

## Orígenes arquitectónicos
Con el advenimiento de la Edad del Hierro en Asia Central, los primeros indicios de planificación urbana circular son evidentes, típicos de la meseta iraní desde este punto. La forma circular probablemente tuvo como origen una intención defensiva. Partes de las principales ciudades históricas, como Balkh y Kandahar, tienen evidencia de murallas con cimientos que se remontan a este período, con la característica construcción de adobe y torres a intervalos regulares. Una ciudadela también se encontraba comúnmente dentro del centro de estas estructuras, evidencia de que estos asentamientos también operaban como centros administrativos y mercados. Esta tradición de arquitectura defensiva se extendió y mantuvo en gran parte de Asia Central desde estos comienzos.

### Helenismo de Occidente
Tras la conquista de la región por Alejandro Magno en el siglo IV a. C. y el gobierno subsiguiente de sus generales seléucidas, las influencias helenísticas fortalecieron las conexiones existentes con Occidente. Esto fue particularmente evidente en el norte de la región, mientras que el dominio de Maurya continuó en el sur. Aunque los templos conservaron su forma clásica iraní, existen evidencias de motivos griegos en la decoración y distribución de las estructuras, siendo las esculturas la manifestación clave del arte occidental. Los griegos también influyeron en la planificación urbana con la introducción del ágora,o plaza del centro de la ciudad, con esta tradición desarrollada aún más bajo el dominio timurí posterior.

## Arquitectura budista temprana
Con el establecimiento del imperio Kushan se establecieron centros tanto políticos como dinásticos, con uno de esos centros dinásticos identificado en Afganistán en Surkh Kotal , establecido durante el apogeo del budismo en Afganistán. Las excavaciones del sitio revelaron un conjunto monumental de escaleras que conducen por la ladera desde un templo de Kushan, y se construyeron en la primera mitad del siglo II d. C. Es posible que el Zoroastriano y las asociaciones sean evidentes en los símbolos de adoración al fuego y coexistan con las características arquitectónicas budistas. Pilastras helenísticas y bases de columnas junto a una piedra caliza con inscripciones de letras griegas de un idioma desconocido son evidencia de la influencia occidental, mientras que las influencias iraníes también pueden existir dentro del concepto de un centro dinástico monumental.
Las estructuras de cuevas artificiales fueron una característica principal de las comunidades budistas, y las cuevas se utilizaron como santuarios y celdas para los monjes budistas. El ejemplo más destacado de estos en Afganistán se encuentra en la provincia de Bamiyán, que se convirtió en la capital del budismo en el siglo IV d. C. Cientos de estas cuevas existen en este sitio, que también es notable por sus inmensas estatuas de Buda y su destrucción pública por los talibanes en 2001.

### Estupa

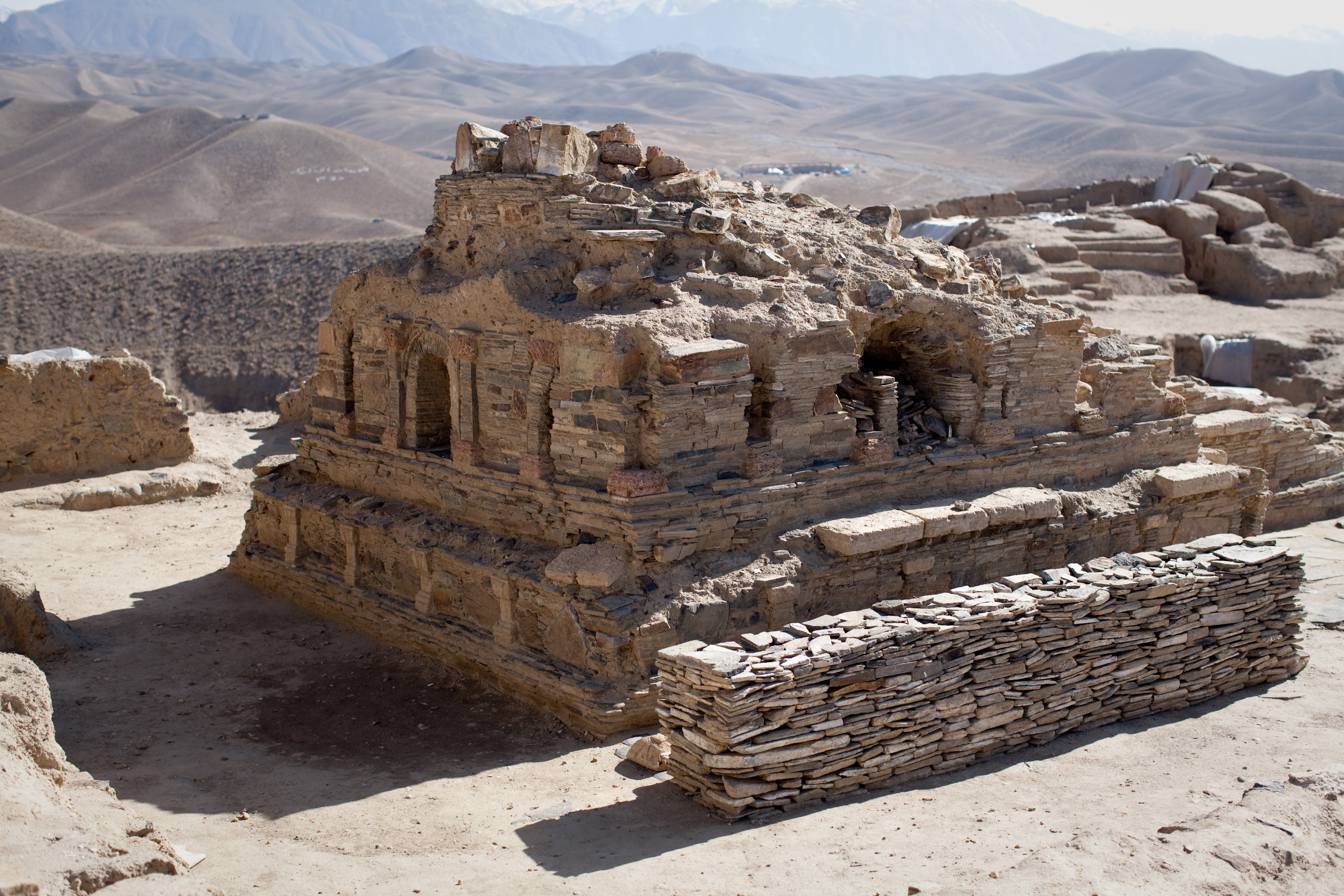
Estupa excavada a 35 km de Kabul, Afganistán

Dentro de este período se produjo la construcción generalizada de la estupa , una forma arquitectónica clave del período budista temprano. Esta estructura se desarrolló a partir de los montículos de tierra originales construidos en el noreste de la India después de la muerte de Buda, con el papel de la estructura progresando de un relicario conmemorativo a un lugar de culto en sí. Esto ocurrió alrededor del siglo III a. C. con la apertura de las estupas originales por el emperador Ashoka con el fin de utilizar reliquias para difundir la religión, coincidiendo con la diseminación de la estructura en sí. Con este desarrollo de propósito vino un desarrollo largo y complejo de la forma, desde un montículo de tierra hasta estructuras sólidas de mampostería que consisten en una base cuadrada debajo de una cúpula hemisférica. Con el tiempo, esta forma quedó empequeñecida por el adorno de un mástil con siete discos en forma de paraguas, o chakras, cada uno de los cuales representa una capa diferente del cielo. Estas estructuras rara vez estaban aisladas, con otras estupas y monasterios y capillas budistas tradicionales comúnmente en las cercanías.
A pesar de la incorporación de gran parte de Afganistán al imperio sasánida en el siglo III d. C., la región nunca fue conquistada por completo y el desarrollo arquitectónico regional relativamente no se vio afectado. Los sasánidas fueron sucedidos a través de la invasión de los heftalitas en el siglo V d. C. Hay algunas conjeturas sobre hasta qué punto la naturaleza destructiva de los heftalitas se extendió a su tiempo en Afganistán, aunque los estudiosos coinciden en que la influencia budista local no fue totalmente eliminada en este período. Por lo tanto, el budismo continuó en la región hasta la llegada del Islam con los abasíes. A pesar de la prominencia y duración de la influencia budista en Afganistán antes de este período, la religión y cualquier influencia que tuviera en las estructuras arquitectónicas fue completamente eliminada bajo el dominio islámico.

## Arquitectura islámica temprana
La expansión inicial del Islam a Afganistán ocurrió alrededor del siglo VIII d. C., con el gobierno abasí sucedido por los saffaríes y más tarde los samaníes hasta el 961 d. C. Después de este punto en el tiempo, Afganistán se estableció como el centro de la civilización islámica bajo el Imperio Ghaznavid , sucedido por los Ghorids hasta 1219.

### El Mausoleo

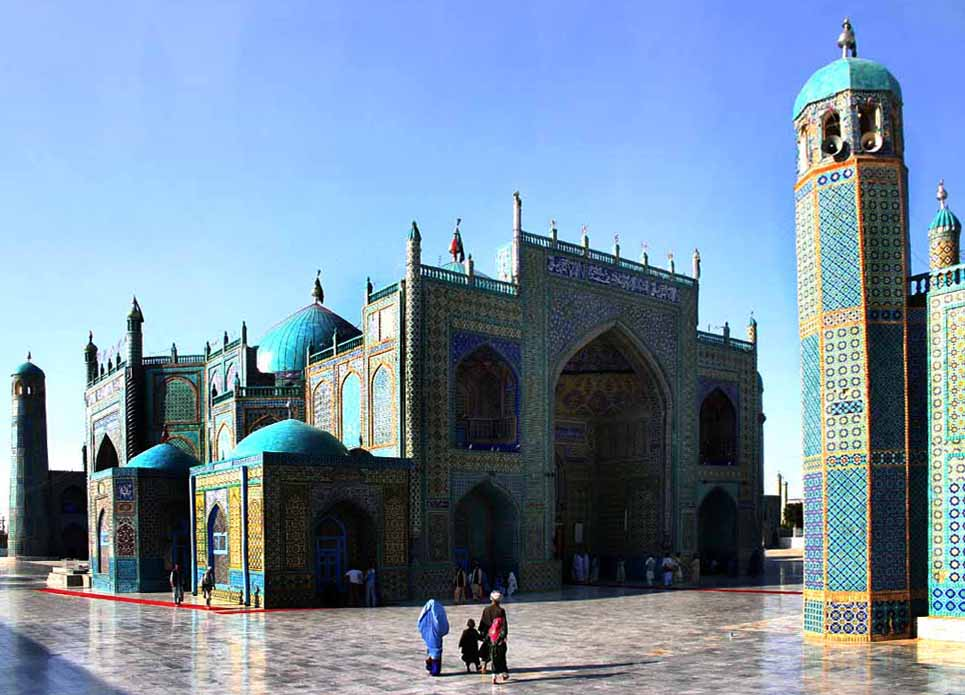
El Mausoleo de Mazar-I Sharif.

El mausoleo era una estructura islámica significativa, con la gran distancia entre la región de Afganistán y La Meca elevando las estructuras que consagran a los santos a puntos focales alternativos para la peregrinación requerida a la ciudad. En Mazar-i Sharif existe evidencia de esto en el gran brillo de 'Ali, el cuarto califa sunita correctamente guiado, que hoy sigue siendo un punto de gran peregrinaje para la población musulmana sunita en Afganistán. La forma de un mausoleo típicamente involucraba una cámara cuadrada abovedada o una cúpula cónica sobre una torre. Un iwan,un portal de entrada abovedado ornamental, fue una adición posterior común que posteriormente fue una característica clave. El iwan se originó en Asia Central preislámica y se vio incorporado en muchos diseños de mausoleos y mezquitas con la expansión islámica, particularmente en la arquitectura del período Timurid posterior. También se mantuvo como una característica destacada de la arquitectura secular, con evidencia preislámica en la arquitectura del palacio en Ai Khanum, y un ejemplo islámico posterior en el palacio Ghaznavid del siglo XII en Lashkari Bazar. La cúpula fue otra forma esencial utilizada particularmente en mausoleos y mezquitas.

### La Mezquita

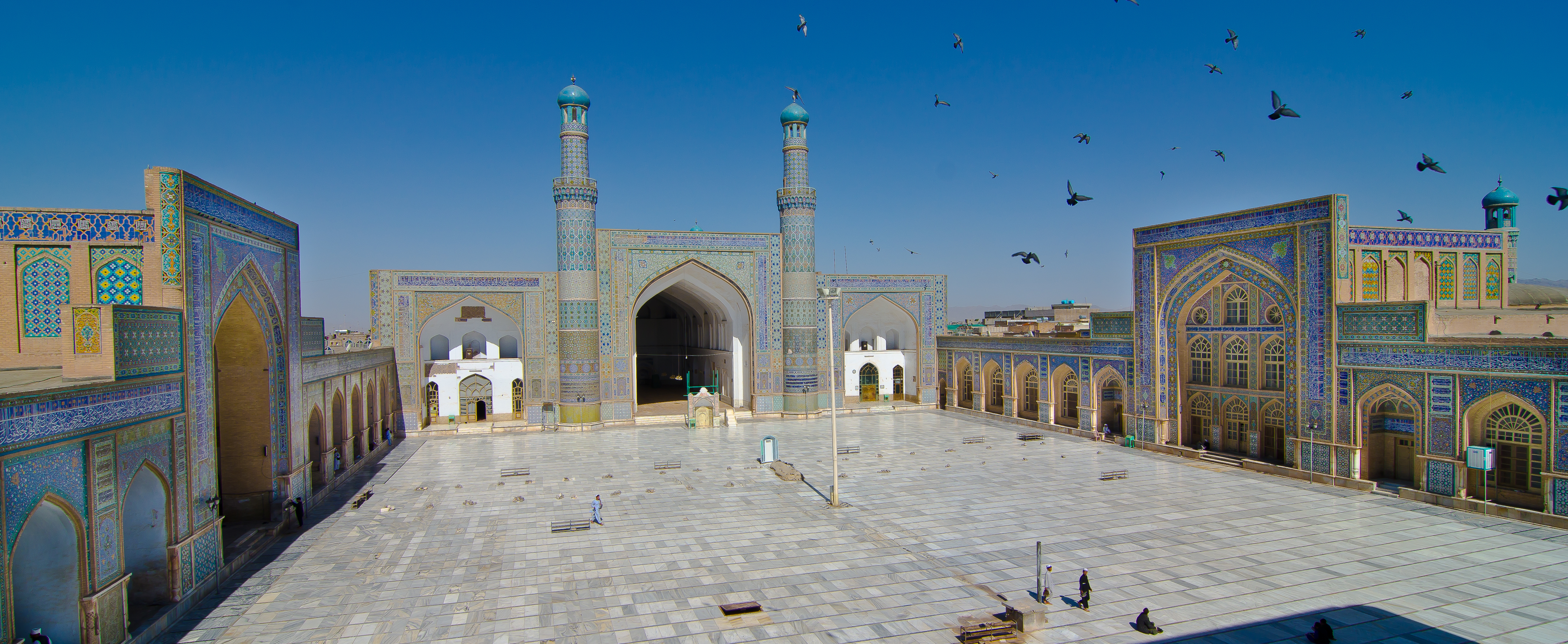
Mezquita de Herat, Afganistán. Vista desde la azotea del este. (2011)

Otro impacto clave del dominio islámico en la arquitectura de Afganistán fue la introducción del edificio religioso universal de la mezquita , con aspectos de la estructura básica dictados por la religión misma. Una mezquita debe mirar hacia La Meca, o qibla, la dirección de la oración, y contener un mihrab o nicho de oración dentro de la pared de la qibla. Un área de abluciones permite el requisito de limpieza antes de la oración, y un piso limpio y cubierto permite tocar el suelo con la cabeza durante la oración. Con el CoránAl restringir las representaciones de animales o la forma humana, la decoración de las estructuras islámicas evolucionó con un aspecto más abstracto que las épocas anteriores. Gran parte de esta decoración utilizó el texto literal del Corán.
Una marcada influencia iraní es notable en los períodos posteriores de Ghaznavid y Ghorid, donde los azulejos se colocaron para formar inscripciones decorativas que componían paredes enteras, una tradición que más tarde se desarrolló en gran medida en la era Timurid. Las mezquitas se basaron generalmente en un plan de cuatro iwan con una cámara de cúpula central. La estructura islámica más antigua de Afganistán es una mezquita cuadrada de nueve cúpulas en Balkh, construida por los abasíes en el siglo IX d. C.

### El Minarete

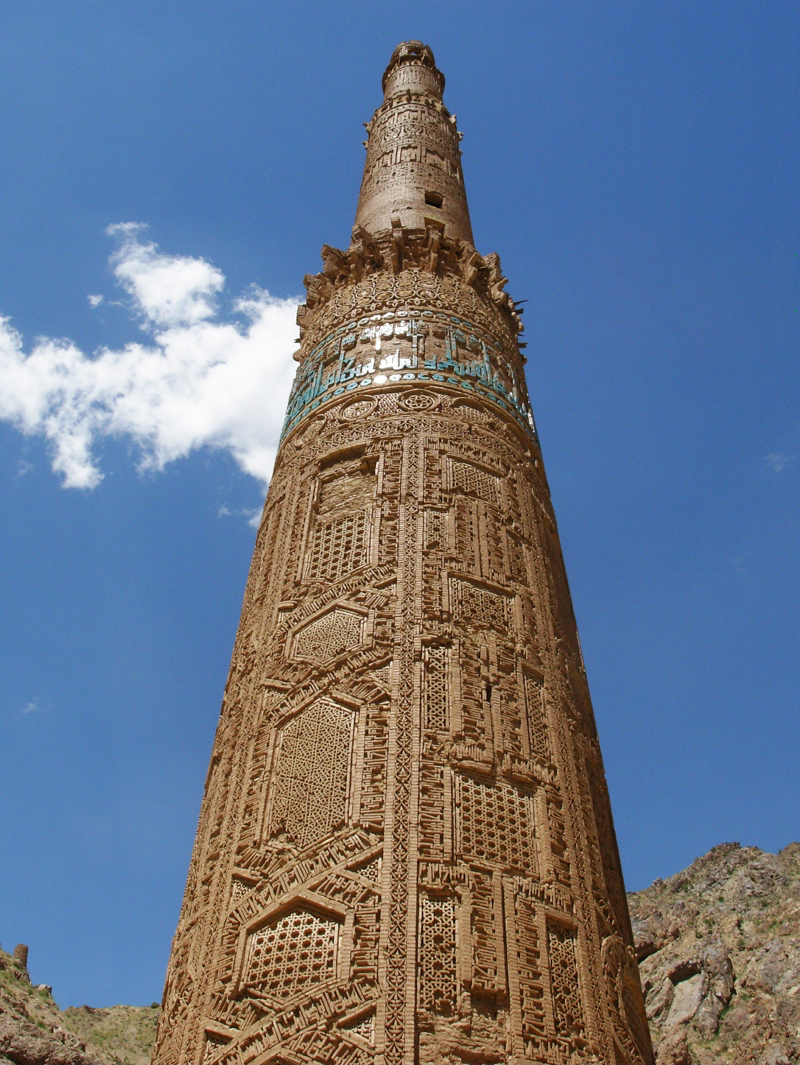
Minarete de Ghorid en Jam

El minarete Ghorid de 65 metros en Jam - uno de los dos monumentos sobrevivientes en Afganistán de este período - y los dos minaretes de Gazni se citan a menudo como los ejemplos más excepcionales de esta tradición arquitectónica islámica. Estos minaretes en particular también son evidencia de la variedad en la forma que existía en la erección del minarete, con el primero un minarete colosal de tres pisos y los dos últimos pequeños y en forma de estrella. Con su altura sirviendo al propósito de marcar el sitio de una estructura religiosa, los minaretes casi siempre acompañaban a una mezquita, y podían existir en conexión con ella o ser independientes.
Hubo pocos monumentos en Afganistán de los períodos Abbasid, Saffarid, Ghaznavid, Seljuk, Ghorid y Khwarezmian que sobrevivieron a la destrucción posterior con la llegada de los mongoles, aunque quedan ejemplos de arquitectura Ghaznavid, Ghorid y Seljuk que continúan en la India. durante este período bajo los sultanes de Ghor.

## Arquitectura Timúrida
En 1219, el imperio Ghorid fue derrocado en Afganistán con la invasión de Genghis Khan. Además de causar una destrucción generalizada "dejando a Afganistán en ruinas", la llegada de los mongoles detuvo el desarrollo de la nueva arquitectura ya que prácticamente se eliminó toda la actividad artística en la región. Este siguió siendo el caso hasta que Timur asumió el liderazgo de los mongoles a finales del siglo XIV d. C. Aunque sometió la tierra a guerras similares a las experimentadas bajo Gengis, Timur también está acreditado con el inicio de la reconstrucción de algunos de los centros urbanos de importancia cultural de la región arruinados por la conquista de los mongoles. La administración de esto no ocurrió realmente en Afganistán hasta principios del siglo XV d. C. con el reinado del hijo de Timur, Shah Rukh , donde la capital de Timur en Samarcanda en la actual Uzbekistán sirvió como inspiración clave para la capital de Shah Rukh en Herat.
No se produjo mucho desarrollo en el camino de la forma arquitectónica en comparación con el diseño antes de la invasión mongola. La dependencia de la cúpula y el iwan como base del diseño estructural continuó, con algunas evoluciones: por ejemplo, la cúpula doble se volvió de uso frecuente, donde el iwan se convirtió en un vestíbulo de entrada monumental. Las mezquitas rara vez variaban del diseño pre-mongol que consistía en cuatro iwan y una cámara abovedada que formaba la sala de oración principal. Estas características acompañan a un énfasis a lo largo del período Timurid en el giganticismo y lo conspicuo. La evidencia de esto permanece en Samarcanda con la mezquita colosal de Bibi Khanum, construido en honor a la esposa china de Timur.
A diferencia de la arquitectura, se produjeron cambios considerables en la decoración y ornamentación de estructuras y monumentos. Aunque se habían utilizado pequeños ladrillos durante los períodos Ghaznavid y Ghorid, una innovación clave de los timuridas fue la introducción de baldosas vidriadas y policromadas. Los colores comenzaban con turquesa, blanco y azul real y fueron seguidos por una miríada de tonos y pigmentos, dispuestos en nudos o girikh geométricos complicados y entrelazados. La decoración destacada incluyó motivos florales, representaciones de montañas y nubes y ornamentación inspirada en el arte chino. Un ejemplo conservado de mihrab de azulejos vidriados.existe en la mezquita de Hauz-i Karboz.

## Educación arquitectónica contemporánea

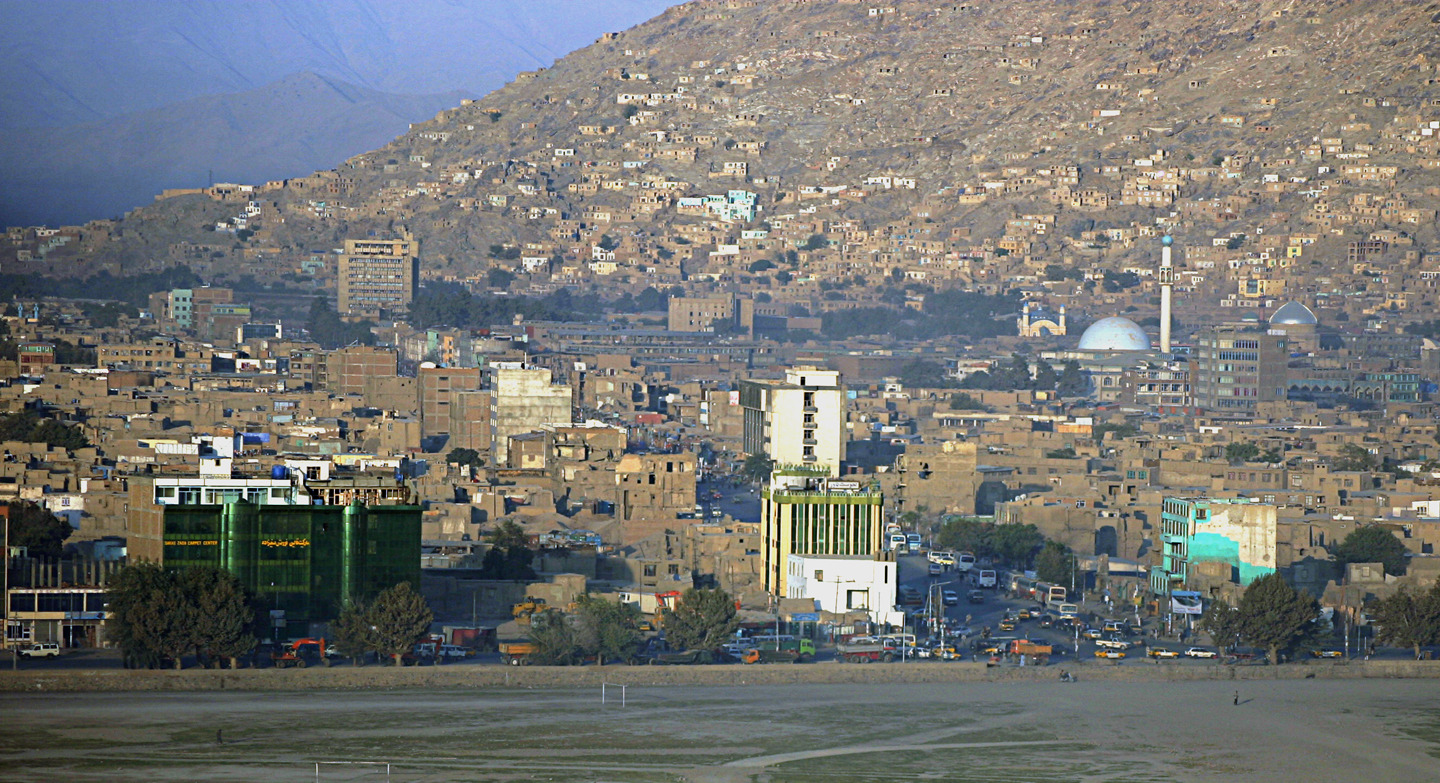
Horizonte de la ciudad de Kabul, que muestra edificios históricos y contemporáneos

A partir de la invasión soviética de Afganistán de 1979, se produjeron décadas de guerra y destrucción en Afganistán. Esto impactó la arquitectura tanto a través de la destrucción de edificios históricos como de la degradación de la educación arquitectónica y los programas de ingeniería en las universidades del país. Con el apoyo de USAID, la educación superior en el campo de la arquitectura se introdujo como un departamento de la Facultad de Ingeniería de la Universidad de Kabul en 1968. Tanto el Departamento de Arquitectura como la Facultad de Ingeniería de la Universidad de Kabul no se mantuvieron después de la Invasión soviética de Afganistán en 1979, con el enfoque cambiando en 1980 al modelo soviéticoInstituto Politécnico de Kabul para la educación arquitectónica. Aquí, el Departamento de Arquitectura se cerró después de cinco años con la graduación de la cohorte de 1985. Tras la retirada soviética en 1988, el gobierno del presidente Najibullah reinició la Facultad de Ingeniería en la Universidad de Kabul, con educación arquitectónica disponible entonces solo en la Universidad de Kabul y el Instituto Politécnico de Kabul a pesar del establecimiento de otras universidades en todo el país, como en Herat y Kandahar. La educación se vio obstaculizada en Kabul debido a los disturbios en la ciudad, durante los cuales también se destruyeron grandes partes de la ciudad.
En 2007, la Facultad de Ingeniería, Tecnología y Arquitectura de la Universidad de Hartford recibió fondos para establecer un programa de arquitectura y rejuvenecer el programa de ingeniería en la Universidad de Herat. Theodore Sawruk, quien viajó a Herat como una de las figuras principales del esfuerzo, señaló que la arquitectura como profesión había sido reemplazada durante décadas de guerra por la ingeniería, donde los ingenieros tenían poca educación en diseño debido al énfasis en la practicidad. Esto también condujo a un enfoque limitado en la restauración y preservación histórica, que se incorporaron al programa en la Universidad de Herat junto con cursos sobre mampostería de piedra y arquitectura islámica.